# Briefmarkenfalz

Befestigung eines Briefmarkenfalzes

Ein Briefmarkenfalz oder kurz Falz, auch Klebefalz, ist ein einseitig gummierter Pergaminstreifen und dient zur Befestigung von Briefmarken auf einer Unterlage (z. B. Albumseite).

## Geschichte

### Vor der Erfindung des Briefmarkenfalzes
Vor der Erfindung des Briefmarkenfalzes mussten die Philatelisten ihre Sammlerstücke noch mit Leim in das Briefmarkenalbum kleben, was diese meist beschädigte. Viele Philatelisten machten sich Gedanken über eine bessere Möglichkeit, Briefmarken aufzubewahren. Bereits 1867 tauchten brauchbare Vorschläge von französischen Philatelisten auf, die vorschlugen, die nicht benötigten Bogenränder an den Briefmarken so umzuknicken, dass ein Teil der Klebefläche auf die Briefmarke geklebt wurde und der andere Teil des Bogenrandes auf die Unterlage. Diese Art der Befestigung war natürlich nur möglich, wenn man genügend Bogenränder zur Verfügung hatte.

### Dauths Erfindung
Die Methode der Befestigung von Briefmarken mittels Bogenrändern erschien auch dem Frankfurter Briefmarkenhändler Dauth als zu umständlich. Deshalb präsentierte er 1881 den ersten Briefmarkenfalz der Welt. Dieser funktionierte nach dem Prinzip der Befestigung von Briefmarken auf Albumseiten mittels Bogenrändern, wurde jedoch speziell dafür hergestellt. Die Briefmarkenfalze wurden damals noch „Marken-Charniere“ genannt. 1000 Stück der ersten Briefmarkenfalze der Welt kosteten 75 Pfennig.

### Verbesserungen und neue Formen

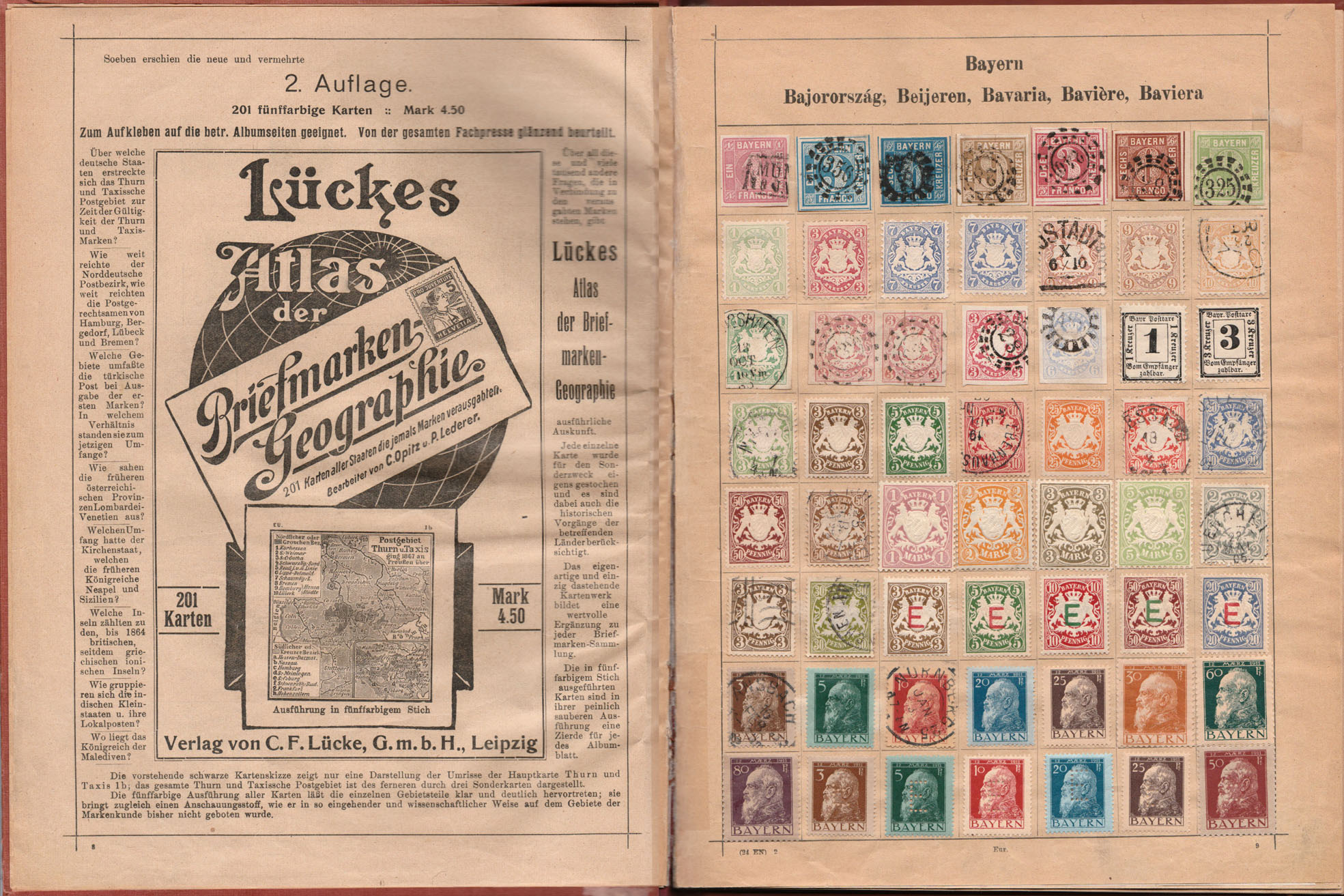
Briefmarkenalbum um 1920 mit original eingefalztem Briefmarkenbestand

In den folgenden Jahrzehnten setzte sich der Briefmarkenfalz als Befestigungsmittel für Briefmarken bei den Philatelisten durch. Das wurde natürlich auch bei der Herstellung der Briefmarkenalben berücksichtigt. Weiterhin kamen immer neue Formen auf den Markt. So gab es Briefmarkenfalze, die man nicht mehr umknicken musste, um die Briefmarke im Album zu befestigen, da sie wechselseitig gummiert waren. Diese Variante konnte sich aber nicht durchsetzen, obwohl sie damit beworben wurde, dass die Alben bei ihrer Verwendung weniger aufbauschen würden als bei Verwendung einseitig gummierter Falze.
1938 kamen die mit großer Aufregung erwarteten Schonfalze auf den Markt. Bislang wurde die Gummierung von ungestempelten Briefmarken durch das Anbringen eines Briefmarkenfalzes ja ein wenig beschädigt. Solches mussten die Philatelisten bislang in Kauf nehmen, da es keine bessere Aufbewahrungsmöglichkeiten für ihre Briefmarken gab. Die Schonfalze versprachen allerdings die Gummierung der Briefmarke nicht zu beschädigen. Das bedeutete, dass selbst nach dem Entfernen der Schonfalze von der Briefmarke keinerlei Spuren zurückbleiben würden. Das Geheimnis der Schonfalze war ein spezieller Trockenklebstoff, der jedoch nach einigen Jahren infolge Durchschlagens hässliche Flecke auf der Briefmarke verursachte, was zu großen Materialschäden führte.

### Niedergang des Briefmarkenfalzes
Nach dem Zweiten Weltkrieg verschwanden die Briefmarkenfalze immer mehr aus den Sammlungen. Der Grund dafür war die Erfindung von Klemmtaschen und anderen Systemen der Briefmarkenaufbewahrung, die es nicht mehr erforderten, die Marken irgendwo aufzukleben. Obwohl die Briefmarkenfalze gestempelte Briefmarken, die ja keine Gummierung mehr besitzen, nicht beschädigen, werden sie nicht mehr im früheren Maß verwendet. 
Die Tatsache, dass es nun leicht möglich war, Briefmarken mit intakter Gummierung zu sammeln, führte dazu, dass die Philatelisten auch von Jahrgängen vor dem Zweiten Weltkrieg solche zu bekommen versuchten. Dadurch kam es zu einem starken Preisverfall von Briefmarken, die rückseitige Spuren von entfernten Briefmarkenfalzen tragen, doch zu einer starken Preissteigerung von Briefmarken mit makelloser Gummierung.

## Verwendung
Briefmarkenfalze wurden jahrzehntelang von fast allen Philatelisten rund um den Globus verwendet. Dazu hält man den Briefmarkenfalz mit einer Pinzette fest und feuchtet einen Punkt im oberen Bereich der gummierten Seite an. Dies funktioniert am besten mit einem Finger oder einem Tupfer. Die befeuchtete Seite wird danach auf die Rückseite der Briefmarke gedrückt. Das sollte nur wenige Millimeter unter dem oberen Rand der Briefmarke geschehen, damit der Briefmarkenfalz später nicht unter der Briefmarke hervorsteht. Danach wird der untere Teil des Falz auf der gummierten Seite genauso befeuchtet wie beschrieben und auf die vorgesehene Stelle auf der Unterlage (Album) geklebt. Es empfiehlt sich nur einen geringen Teil anzufeuchten und die angefeuchtete Stelle vor dem Aufkleben etwas antrocknen zu lassen, da man so die Briefmarke bei Bedarf später besser aus dem Album lösen kann.
Großformatige Blocks, Zusammendrucke, Briefstücke oder Ganzstücke erfordern die Verwendung mehrerer Falze. Als Alternative kann man auch nassklebende Fotoecken oder noch besser sogenannte Blockecken (größer als die vorigen) benutzen.

## Entfernung
Um eine Briefmarke, die mit einem Briefmarkenfalz in ein Album geklebt wurde, zu entfernen, fährt man mit der Pinzette unter diese und dreht sie um. Danach kann man leicht den Briefmarkenfalz durchschneiden oder vom Albumblatt abziehen.
Reste von Falzen, die zum Aufkleben ins Album zu kurz sind, können auch durch ein Stück eines anderen Falzes verlängert werden.
Ein Abwaschen des Briefmarkenfalzes empfiehlt sich bei ungebrauchten Marken nicht, da dabei auch die gesamte Gummierung der Briefmarken entfernt wird. Im Fachhandel gibt es Briefmarkenlöser, die zum Entfalzen gut taugen und den Originalgummi sehr schonen. Bei gestempelten Briefmarken ist das Ablösen mit Wasser natürlich möglich.